# David Estoppey
Pour les articles homonymes, voir Estoppey.
David Estoppey, né à Genève le 14 septembre 1862 et mort à Genève le 4 janvier 1952, est un peintre, dessinateur et lithographe suisse.

## Biographie
Né en 1862 à Genève, David Estoppey fut élève de Barthélemy Menn de 1881 à 1886. Dès 1900 il enseigne à l’École des beaux-arts de Genève et ce jusqu'en 1928. Les premières œuvres de l'artiste peintre sont impressionnistes comme en témoigne l'huile sur toile Enfant lisant puis il se tourne vers le divisionnisme dont Portrait de femme est un bel exemple. Il sera cependant plus connu pour ses peintures de paysages de style néo-impressionniste qui seront présentées lors d'expositions. Malgré de nombreuses expositions, il restera un peintre suisse peu reconnu.

## Distinction
En 1899, David Estoppey obtient une bourse au Concours fédéral des beaux-arts de Suisse. Un an plus tard, à l'Exposition Universelle de Paris, il obtient une mention.

## Expositions
David Estoppey exposa ses œuvres dans plusieurs musées en Suisse, en France, en Allemagne, et en Italie
- 1885 : Sur l'herbe, Paysage (pastel), Salon Suisse des beaux-arts et des arts décoratifs de la ville de Genève[5]
- 1892 : Le pont du Mont-Blanc à Genève, Deuxième Exposition nationale des beaux-arts, Berne[6]
- 1895 : Paysage de Lavaux, Exposition municipale des beaux-arts, Musée Rath[7]
- 1896 : Village, Novembre, Exposition nationale suisse, Genève[8]
- 1898 : Vue de Fribourg, Dans la Vallée du Rhône, Sur la côte, Salève, Broye, Quai de Saint-Jean, Falaises de Sous-Terre, Cercle des arts et de lettres, exposition du 10 au 26 novembre[9]
- 1899 : Paysage de Savoie, Paysage de l'Ain, Exposition universelle de 1900 à Paris[10]
- 1899 : Soleil d'hiver, Cabane du pêcheur, Exposition collective du Cercle des arts et des lettres, Genève[11]
- 1904 : Col de la Forclaz", Au Praz-de-Lys", VIIIe Exposition nationale suisse des beaux-arts, Lausanne[12]
- 1904 : Col de la Forclaz, VIIIe Exposition nationale suisse des beaux-arts à Lausanne[13]
- 1905 : Die Bäume, IX. Internationalen Kunstausstellung im Kgl. Glaspalast à Munich[14]
- 1906 : Pâturages en Savoie, Exposition Turnus-Ausstellung des Schweizerischen Kunstverein à Schaffhouse[15]
- 1909 : Le Verger, Lac de Morat, Brume et soleil, Bords de l'Ain, Exposition au Musée Rath, Genève[16]
- 1911 : Pointe de la Chalune, IIIe exposition de la Société des peintres, sculpteurs et architectes suisses[17]
- 1913 : Dame en bleu, XI. Internationalen Kunstausstellung im Kgl. Glaspalast à Munich[18]
- 1915 : Première exposition de l'Association des artistes genevois, Genève[19]
- 1917 : Vue de Portofino, Exposition fédérale des Beaux-Arts, Zurich[20]
- 1919 : Village valaisan, XIVe Exposition fédérale des beaux-arts, Bâle[21]
- 1921 : Canal, Village valaisan, Exposition municipale des beaux-arts, Genève[22]
- 1926 : Il Lemano visto da Ginevra, Il porto di Ginevra, Il porto di Morges, Portofino, Il lago Lemano, XVe Exposition internationale d'art de Venise[23]
- 1957 : Portrait, Exposition de la Société des amis des beaux-arts, Genève[24]
- 2011-2012 : Les Peupliers, Exposition à l'Espace Arlaud, Lausanne[25]

## Illustrations
David Estoppey, illustra également des ouvrages comme Fables de Hermann Chappuis ou encore L'armée suisse.

## Collections publiques
- Paysage de novembre, Musée d'art et d'histoire de Genève[28]
- Portrait de femme, Musée d'art et d'histoire de Genève[29]
- Les peupliers, Musée cantonal des beaux-arts de Lausanne[30]